# Absces

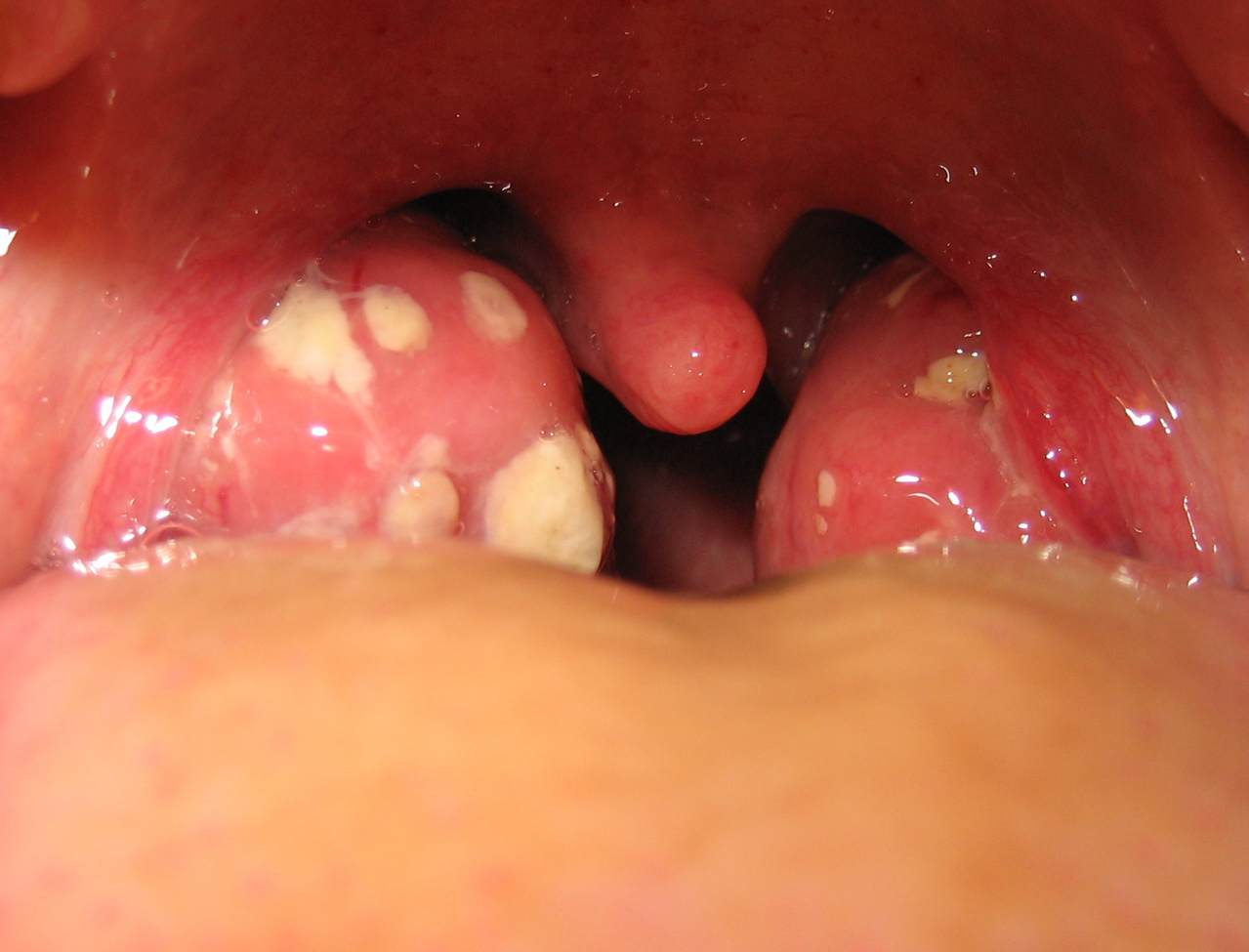
Tonzilitida – abscesy na krčních mandlích, angína

Absces (abscessus) je ohraničená, chorobná dutina vzniklá zánětem a vyplněná hnisem. Absces může vzniknout v jakémkoli orgánu, způsobuje jeho poškození a místní příznaky (okolní otok, útlak, palčivou bolest) a vyvolává i celkové příznaky chronického zánětu (horečku, hubnutí, nechutenství, anemii). Absces vzniká nejčastěji na povrchu kůže, jako zánět mazových žlázek či vlasových folikulů, které však bývají bez komplikací. Časté a vážnější jsou abscesy v okolí kořenového hrotu zubu, jež se mohou propagovat do dutin, mozku či mediastina.
Velikost abscesu může být i několik centimetrů. Absces vzniká většinou po hlubším poranění na končetinách. Vytvoří tvrdou bulku, která může působit značné bolesti. Absces se může vstřebat, většinou však praskne a hnis se vyvalí ven z těla. V horším případě praskne dutina dovnitř těla a může tak nastartovat flegmónu (neohraničené hnisání) nebo otravu krve. Absces je velmi častý následek infekcí, které se šíří mezi narkomany užívajícími drogy nitrožilně a bez dostatečné hygieny. Bolestivý absces je projevem například ječného zrna.

## Terapie
Terapie většího abscesu je chirurgická, zahrnuje incizi (rozříznutí) a vyčištění, např. výplach dezinfekčním nebo alespoň sterilním roztokem. Punkce jehlou obvykle není vhodná, abscesová dutina by měla být ošetřena tak, aby byl umožněn volný odtok sekretů, např. umístěním drénu nebo širokým vyšitím abscesové dutiny na povrch. Terapie se obvykle doplňuje antibiotiky dle citlivosti.